# La Oreja de Van Gogh en directo, gira 2003
La Oreja de Van Gogh en directo, gira 2003 è un album live del gruppo musicale pop rock spagnolo La Oreja de Van Gogh, pubblicato l'11 aprile 2004 dall'etichetta discografica Sony. L'album, pubblicato in versione CD + DVD, è stato ricavato da un tour eseguito dal gruppo nel 2003 tra America Latina, Messico e Spagna.

## Tracce
CD (Sony LVD 95202 (Sony) [es] / EAN 0037629520299)
1. Intro (Live) - 2:31
2. Puedes contar conmigo (Live) - 3:55
3. Deseos de cosas imposibles (Live) - 3:12
4. Un mundo mejor (Live) - 3:49
5. Cuéntame al oído (Live) - 3:28
6. Soledad (Live) - 4:19
7. Vestido azul (Live) - 3:57
8. La esperanza debida (Live) - 4:17
9. Geografía (Live) - 3:06
10. El 28 (Live) - 4:41
11. Adiós (Live) - 3:52
12. Pop (Live) - 3:48
13. Cuídate (Live) - 3:07
14. Rosas (Live) - 3:55
15. París (Live) - 3:44
16. La playa (Live) - 6:32
17. 20 de enero (Live) - 3:36
18. Bonustrach (Live) - 3:41

DVD
1. Intro (Live) - 2:31
2. Puedes contar conmigo (Live) - 3:55
3. Deseos de cosas imposibles (Live) - 3:12
4. Un mundo mejor (Live) - 3:49
5. Cuéntame al oído (Live) - 3:28
6. Soledad (Live) - 4:19
7. Vestido azul (Live) - 3:57
8. La esperanza debida (Live) - 4:17
9. Geografía (Live) - 3:06
10. El 28 (Live) - 4:41
11. Adiós (Live) - 3:52
12. Pop (Live) - 3:48
13. Cuídate (Live) - 3:07
14. Rosas (Live) - 3:55
15. París (Live) - 3:44
16. La playa (Live) - 6:32
17. 20 de enero (Live) - 3:36
18. Bonustrach (Live) - 3:41
19. Cuídate
20. París
21. La playa
22. Pop
23. Mariposa
24. Puedes contar conmigo
25. 20 de enero
26. Rosas

## Classifiche
| Classifica (2003) | Posizione raggiunta |
| ----------------- | ------------------- |
| Spagna            | 39                  |